# Francisco Raúl Villalobos Padilla
Francisco Raúl Villalobos Padilla (* 1. Februar 1921 in Guadalajara; † 3. Februar 2022 in Saltillo) war ein mexikanischer Geistlicher und römisch-katholischer Bischof von Saltillo.

## Leben
Francisco Raúl Villalobos Padilla stammte aus einem religiösen Elternhaus und fühlte sich bereits als Jugendlicher zum Priestertum berufen. Kurz vor seinem 18. Geburtstag trat er ins Priesterseminar von Guadalajara ein, einige Jahre später setzte er seine Studien in Rom fort. Am 2. April 1949 empfing er in Rom die Priesterweihe. An der Päpstlichen Universität Gregoriana erwarb er einen Doktortitel in Kirchengeschichte. Im Erzbistum Guadalajara unterrichtete Villalobos Kirchengeschichte, Patrologie und Französisch. 1968 wurde er Subregens des Priesterseminars.
Papst Paul VI. ernannte ihn am 4. Mai 1971 zum Weihbischof in Saltillo und Titularbischof von Columnata. Der Bischof von Saltillo, Luis Guízar y Barragán, spendete ihm am 3. August desselben Jahres die Bischofsweihe; Mitkonsekratoren waren José Salazar López, Erzbischof von Guadalajara, und Antonio Sahagún López, Bischof von Linares. Villalobos wurde am 4. Oktober 1975 zum Bischof von Saltillo ernannt. Bei der 6. Generalversammlung der Bischofssynode 1984 vertrat er die mexikanischen Bischöfe. Er gründete in seiner Amtszeit die Caritas in seiner Diözese. 1997 lehnte er die Verleihung der Ehrenbürgerwürde der Stadt Saltillo an ihn ab.
Am 30. Dezember 1999 nahm Papst Johannes Paul II. seinen altersbedingten Rücktritt an. Bis zur Amtseinführung seines Nachfolgers José Raúl Vera López im März 2000 führte er als Apostolischer Administrator die Amtsgeschäfte weiter. Seit seiner Jugend litt er an Divertikulitis und musste zwischen 2005 und 2017 mehrfach wegen akuter Magen- und Darmbeschwerden intensivmedizinisch behandelt werden; trotzdem beteiligte er sich nach wie vor an der Gemeindearbeit in seiner früheren Diözese. Er starb zwei Tage nach seinem 101. Geburtstag an den Folgen einer COVID-19-Infektion.